# Tiaan Kannemeyer
Tiaan Kannemeyer (* 14. Dezember 1978 in Kapstadt) ist ein südafrikanischer Radrennfahrer.
Kannemeyer wurde 2000 Profi beim Team Cologne, wo er zwei Jahre fuhr. Von 2003 an fuhr er bei Barloworld. Er wurde jeweils einmal südafrikanischer Meister im Straßenrennen und im Einzelzeitfahren. Kannemeyer konnte Etappensiege bei der Herald Sun Tour, der Tour of Queensland, der Tour d’Egypte und dem Giro del Capo feiern. Durch seinen Gesamtsieg bei letzterem Rennen sicherte er sich 2005 den Gesamtsieg der UCI Africa Tour.

## Erfolge
2002
- Südafrikanischer Meister – Straßenrennen
- eine Etappe Herald Sun Tour

2003
- Gesamtwertung und eine Etappe Tour d’Egypte
- eine Etappe Tour of Queensland

2004
- eine Etappe Giro del Capo

2005
- Gesamtwertung und zwei Etappen Giro del Capo
- Südafrikanischer Meister – Einzelzeitfahren
- Gesamtwertung UCI Africa Tour

## Teams
- 2000–07/2001 Team Cologne
- 2002 Minolta-Biomax
- 2003–2006 Barloworld
- 2007 Team Konica Minolta
- 2009 Team Neotel-Stegcomputer (ab 01.03.)
- 2010 House of Paint